# 李鳴謙
李鳴謙（1525年—1579年），字德卿，號光亭，直隸安慶府桐城縣人，民籍，明朝政治人物。

## 生平
嘉靖四十年（1561年）辛酉科應天府鄉試第二十九名舉人。嘉靖四十四年（1565年）中式乙丑科會試第三百四十八名，三甲第一百一十五名進士。大理寺观政，本年八月授河南府推官，隆慶二年（1568年）六月升刑部主事，万历七年三月卒。

## 家族
曾祖李鎬；祖父李文貫；父李宗，母胡氏；繼母鍾氏。弟李益谦（庠生）。